# Strada statale 21 (Polonia)
La strada statale 21 (sigla DK 21, in polacco droga krajowa 21) è una strada statale polacca che attraversa il Paese da Miastko a Ustka.